# Olympische Sommerspiele 1964/Teilnehmer (Birma)
| Gelbes Symbol für Goldmedaillen mit stilisierten Olympischen Ringen | Graues Symbol für Silbermedaillen mit stilisierten Olympischen Ringen | Braundes Symbol für Bronzemedaillen mit stilisierten Olympischen Ringen |
| ------------------------------------------------------------------- | --------------------------------------------------------------------- | ----------------------------------------------------------------------- |
| —                                                                   | —                                                                     | —                                                                       |

Birma, das heutige Myanmar, nahm an den Olympischen Sommerspielen 1964 in Tokio, Japan, mit einer Delegation von elf Sportlern (allesamt Männer) teil.

## Teilnehmer nach Sportarten

### Boxen
- Bawa Maung
Fliegengewicht: 17. Platz

- Thein Myint
Bantamgewicht: 17. Platz

- Tin Tun
Federgewicht: 5. Platz

### Gewichtheben
- Chit Mya
Bantamgewicht: 16. Platz

- Mya Thein
Leichtgewicht: 13. Platz

- Pe Aye
Mittelgewicht: 15. Platz

### Leichtathletik
- Thin Sumbwegam
Marathon: 35. Platz

- Maung Rajan
50 Kilometer Gehen: DNF

### Schießen
- Kyaw Shein
Kleinkaliber, Dreistellungskampf: 50. Platz

- Kyaw Aye
Kleinkaliber, Dreistellungskampf: 55. Platz

### Schwimmen
- Tin Maung Ni
400 Meter Freistil: Vorläufe
1500 Meter Freistil: Vorläufe